# Lingbo kyrka
Lingbo kyrka är en kyrkobyggnad i Lingbo i Hälsingland. Den tillhör Ockelbo församling i Uppsala stift.
Lingbo kyrka är en träkyrka, som invigdes 1829. Den har torn samt en italiensk altartavla från 1600-talet, vilken skänktes 1756. Predikstolen tillhörde ursprungligen Skogs kyrka och är från 1711.

## Orgel
- 1860-1861 byggde Lars Östlin, Ockelbo en orgel med 5 stämmor.
- Den nuvarande orgeln byggdes 1912-1913 av Erik Henrik Erikson, Gävle. Orgeln är pneumatisk och har kägellådor. Tonomfånget är på 56/30 och orgeln har registersvällare. 1958 tillbyggdes orgeln av E A Setterquist & Son, Örebro.

| Huvudverk I         | Bröstverk II        | Pedal      | Koppel   |
| Principal 8´        | Rörflöjt 8´         | Subbas 16´ | I/P      |
| Gedackt 8'          | Flûte octaviante 4' | Flöjt 4'   | II/P     |
| Oktava 4'           | Kvintadena 4'       |            | II/I     |
| Blockflöjt 2'       | Principal 2'        |            | I 4'     |
| Mixtur III-IV 1 1⁄3 | Larigot 1 1⁄3'      |            | II 16'/I |
|                     | Sesquialtera II     |            |          |
|                     | Tremulant           |            |          |
|                     | Crescendosvällare   |            |          |